# Tony Martin (Radsportler)
Tony Martin (* 23. April 1985 in Cottbus) ist ein ehemaliger deutscher Radrennfahrer. Er wurde acht Mal Weltmeister in verschiedenen Zeitfahrdisziplinen, darunter viermal im Einzelzeitfahren, Sieger von Zeitfahren in Grand Tours und auch der Gesamtsieger verschiedener Etappenrennen.

## Leben
Tony Martin kam 1989 nach Eschborn, da seine Eltern mit ihm noch vor dem Mauerfall aus der DDR flohen. Ab 2001 ging er auf die Sportschule in Erfurt und legte dort 2004 sein Abitur ab.
Martin absolvierte neben seiner Sportkarriere erfolgreich eine Ausbildung zum Polizeimeister.
Im Jahr 2009 verzog Martin in die Schweiz.

## Karriere
Tony Martin begann 1999 beim RV Sossenheim mit dem Radsport und wechselte 2000 zum RSV Seeheim. Dort gelang ihm 2001 neben zahlreichen Siegen bei Hessenmeisterschaften und Straßenrennen der TMP Tour in Thüringen, der einzigen Rundfahrt für Nachwuchsrennfahrer, mit einem Sieg auf der Schlussetappe der Gesamtsieg. Seinen ersten großen Erfolg feierte Tony Martin 2003, als er Deutscher Meister im Einzelzeitfahren der Junioren wurde. Im Jahr darauf wurde er gemeinsam mit Christian Bach, Sascha Damrow und Jens Lehmann Deutscher Meister auf der Bahn in der Mannschaftsverfolgung.
Im Jahr 2005 konnte er seinen ersten internationalen Elitesieg feiern, als er für das deutsche ProTeam Gerolsteiner als Stagiaire das Zeitfahren der Rothaus Regio Tour auf den Kandel gewann. Ebenfalls gewann er zwei Etappen beim U23-Rennen Giro delle Regioni in Italien. Daraufhin nahm er auch bei der U23-Weltmeisterschaft in Madrid teil. 2006, als seine Mannschaft TEAG Team Köstritzer in Thüringer Energie Team umbenannt wurde, konnte er sich den deutschen Zeitfahrmeister-Titel nun auch in der Klasse U23 holen. Die Gesamtwertung des neu eingeführten TUI-Cups gewann er, dank seines Sieges in der Thüringen-Rundfahrt, bei den Fahrern unter 23 Jahren vor Sebastian Schwager und Dominik Roels. Er startete er beim Zeitfahren der U23-Weltmeisterschaft in Salzburg und wurde 18.
Das Jahr 2007 verlief für Martin sehr erfolgreich. Er wurde Deutscher Bergmeister, gewann das FBD Insurance Ras, eine Etappe der Thüringen-Rundfahrt (dort auch 2. Platz in der Gesamtwertung), die Coppa Città di Asti sowie das Zeitfahren des Circuit des Ardennes. Zudem fuhr er mehrere Tage im Gelben Trikot der Tour de l’Avenir, der U25-Version der Tour de France, bis ihm Bauke Mollema dieses abnahm und die Gesamtwertung für sich entschied. Am Ende wurde er Zweiter.
Ab der Saison 2008 fuhr er für das Team Columbia. Bei der Weltmeisterschaft 2008 belegte Martin im Zeitfahren Rang sieben.
Die Tour de Suisse 2009 beendete Martin als Gesamtzweiter sowie als Gewinner der Bergwertung. Bei der Tour de France 2009 konnte er am 6. Juli auf der 3. Etappe das Weiße Trikot für den besten Jungprofi übernehmen und trug es auf zwölf Etappen. Die Tour de France 2010 eingerechnet wurden es insgesamt 15 Tage. Die Königsetappe zum Mont Ventoux erreichte er knapp geschlagen als Zweiter hinter Juan Manuel Gárate aus Spanien. Am 12. Juli 2009 übernahm er erstmals die Spitze der offiziellen Rangliste des BDR. Im Zeitfahren der UCI-Straßen-Weltmeisterschaften 2009 holte Martin am 24. September 2009 die Bronze-Medaille.
Im Jahr 2010 konnte Tony Martin an seine Erfolge im Einzelzeitfahren anknüpfen. Auf der neunten Etappe der Tour de Suisse 2010 gewann er das Einzelzeitfahren. Bei den Deutschen Straßen-Radmeisterschaften konnte er sich das deutsche Meistertrikot sichern. Bei der Tour de France 2010 konnte Martin zwei zweite Plätze im Zeitfahren erringen; er musste sich im Prolog und im Einzelzeitfahren nur Fabian Cancellara geschlagen geben. Seinen bis dahin größten Erfolg konnte er mit dem Gewinn der Gesamtwertung der Eneco Tour feiern, auf der er das abschließende Einzelzeitfahren gewann.
2011 siegte Martin im Februar bei der Algarve-Rundfahrt. Im März konnte er nach einem Sieg im Einzelzeitfahren bei Paris-Nizza das Gelbe Trikot erobern und verteidigte es bis zum Ende der Rundfahrt. Mit dem bis dahin größten Erfolg übernahm er die Führung in der Weltrangliste. Im April desselben Jahres schloss er die Tour de Romandie, die ebenfalls zur UCI WorldTour gehört, als 2. der Gesamtwertung hinter Cadel Evans und vor Alexander Winokurow ab. Bei der Tour de France gewann er das einzige Einzelzeitfahren vor Cadel Evans und Alberto Contador. Auch bei der Vuelta a España konnte er das Einzelzeitfahren für sich entscheiden, hier vor Chris Froome und Bradley Wiggins.
Am 1. September 2011 gab Tony Martin bekannt, ab 2012 für das belgische Team Quick-Step zu fahren und sich im Jahr 2012 vor allem auf das olympische Zeitfahren zu konzentrieren. 20 Tage später, am 21. September 2011, gewann er bei den UCI-Straßen-Weltmeisterschaften 2011 im dänischen Kopenhagen das Zeitfahren und errang somit erstmals einen WM-Titel. Bei der Tour of Beijing, die erstmals zur UCI WorldTour gehörte, konnte er das im Auftaktzeitfahren gewonnene Führungstrikot bis zum Ende der Rundfahrt verteidigen und damit nach Paris-Nizza das zweite Etappenrennen dieser höchsten Kategorie 2011 gewinnen.
Martin gab die Tour de France 2012 nach einem Kahnbeinbruch infolge eines Sturzes auf deren 1. Etappe auf. Obwohl der Bruch bei den Olympischen Spielen noch nicht völlig ausgeheilt war, konnte er beim Zeitfahren hinter dem frisch gekürten Gewinner der Tour de France Bradley Wiggins die olympische Silbermedaille gewinnen. Erst ab Ende September verlief die Saison vergleichbar zum Vorjahr. Martin konnte bei der Straßenweltmeisterschaft in Limburg seinen Zeitfahrsieg aus dem Vorjahr wiederholen und im Team auch das nach 16 Jahren wieder ausgetragene Mannschaftszeitfahren gewinnen. Außerdem gewann er danach erneut die Tour of Beijing. Im Gegensatz zu seinen früheren Rundfahrsiegen fuhr er hier den entscheidenden Vorsprung für den Gesamtsieg nicht in einem Zeitfahren heraus – die Tour of Beijing hatte 2012 keines im Programm –, sondern holte mit einer Solofahrt auf der zweiten Etappe 46 Sekunden Vorsprung.
Während der Saison 2013 konnte er wieder das Einzelzeitfahren der Tour de France gewinnen. Außerdem holte er seinen dritten Weltmeistertitel im Einzelzeitfahren und seinen zweiten Weltmeistertitel im Mannschaftszeitfahren.
In der Saison 2014 gewann er zwei Etappen der Tour de France, darunter erstmals auch eine Etappe, die kein Einzelzeitfahren war. Außerdem konnte er für einen Tag das Gepunktete Trikot des Führenden in der Bergwertung tragen. Bei der Vuelta a España 2014 gewann er das lange Zeitfahren. Nach seiner Aufgabe der Rundfahrt wurde er bei der anschließenden Weltmeisterschaft im Mannschaftszeitfahren Dritter und im Einzelzeitfahren Zweiter.
Die Tour de France 2015 begann mit seiner Spezialdisziplin, einem Einzelzeitfahren über 13,8 km. Diese erste Etappe war eines der Hauptziele von Martin für die Saison 2015, der eine gute Platzierung, möglichst jedoch den Sieg und somit die Übernahme des Gelben Trikots, anstrebte. Er belegte bei diesem Zeitfahren mit fünf Sekunden Rückstand auf Rohan Dennis den zweiten Platz. Auch auf den folgenden beiden Etappen verpasste er jeweils um wenige Sekunden die Übernahme der Führung in der Gesamtwertung. Auf der mit vielen Kopfsteinpflasterabschnitten versehenen 4. Etappe gelang es ihm jedoch durch einen Soloangriff drei Kilometer vor dem Ziel das Gelbe Trikot des Gesamtführenden zu übernehmen. Dieses trug er bis zur 6. Etappe von Abbeville nach Le Havre, wo er knapp 1000 Meter vor dem Ziel so schwer stürzte, dass er sich das Schlüsselbein brach und zur 7. Etappe nicht mehr antreten konnte.
Die Tour de France 2016 gab Tony Martin auf der letzten Etappe in Paris wegen Knieschmerzen auf. Im Zeitfahren der anschließenden Olympischen Spiele belegte er mit 3:18 Minuten Rückstand auf Olympiasieger Fabian Cancellara nur den 12. Rang. Zum Saisonende gewann er bei den Weltmeisterschaften mit seinem Team Etixx-Quick Step seinen dritten Titel im Mannschaftszeitfahren und anschließend seinen vierten Titel im Einzelzeitfahren.
Im Jahr 2017 wechselte Martin zum Team Katusha Alpecin. Während der Tour de France 2018 kam Martin auf der achten Etappe durch einen Massensturz zu Fall, zog sich einen Wirbelbruch zu und musste aufgeben.

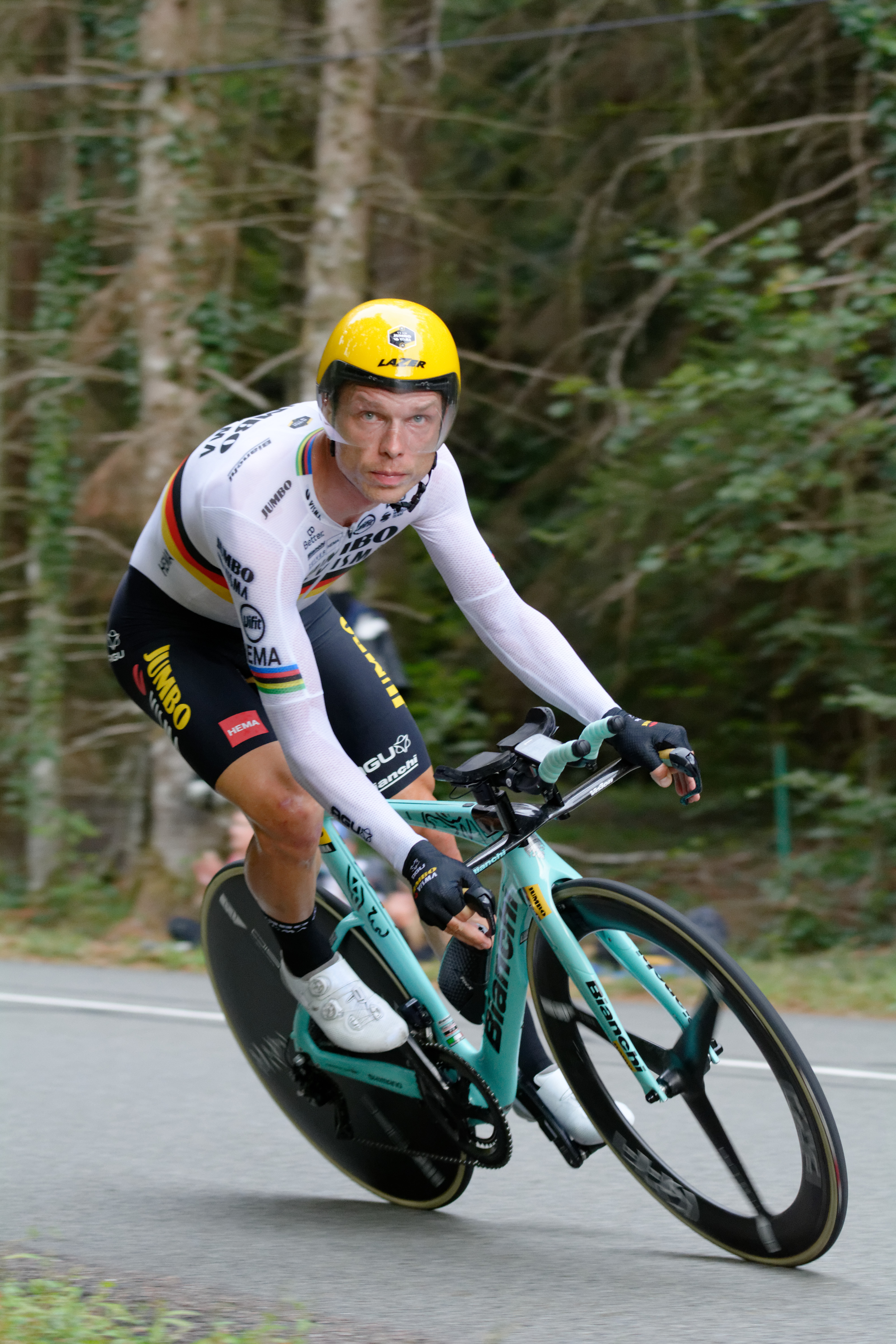
Tony Martin im Trikot des deutschen Zeitfahrmeisters während der 20. Etappe der Tour de France 2020

Zur Saison 2019 wechselte Martin zum niederländischen Team Jumbo-Visma. Er bestritt die Tour de France 2019 als Helfer, wurde nach der 17. Etappe jedoch aufgrund unsportlichen Verhalten disqualifiziert, da er Luke Rowe abgedrängt hatte, der sich mit einem Faustschlag revanchierte und ebenfalls disqualifiziert wurde. Beide Fahrer entschuldigten sich in einem gemeinsamen Video. Die Einsprüche der Teams gegen die Entscheidung der Jury blieben erfolglos. Zum Zeitpunkt seines Ausscheidens hatte Martins Team drei Etappen gewonnen und belegte mit Steven Kruijswijk den dritten Rang in der Gesamtwertung. Bei den Weltmeisterschaften 2019 gewann er mit der deutschen Mannschaft die Mixed-Staffel.
Die Tour de France 2021 gab Martin auf der elften Etappe nach einem Sturz auf. Bereits auf der ersten Etappe war er in einen durch eine Zuschauerin ausgelösten Massensturz verwickelt. Kurz vor dem Beginn der Weltmeisterschaften 2021 teilte er mit, dass er im Einvernehmen mit dem Teammanagement den noch bis Ende 2022 laufenden Vertrag aufgelöst habe und als letzte Rennen seiner Karriere im Rahmen der Weltmeisterschaft das Einzelzeitfahren und die Mixed-Staffel bestreiten werde. Zu seiner Entscheidung hätten auch die zahlreichen schweren Stürze in jüngster Vergangenheit beigetragen. Beim WM-Einzelzeitfahren erreichte er den sechsten Platz. In der Mixed-Staffel wurde er gemeinsam mit der deutschen Mannschaft zum Abschluss seiner Karriere zum achten Mal Weltmeister.

## Erfolge
| 2003 - Deutscher Meister – Einzelzeitfahren (Junioren) 2004 - Deutscher Meister – Mannschaftsverfolgung 2005 - eine Etappe Rothaus Regio-Tour - zwei Etappen Giro delle Regioni (U23) 2006 - Deutscher Meister – Einzelzeitfahren (U23) - Gesamtwertung Internationale Thüringen Rundfahrt (U23) - Internationale Deutsche Meisterschaft (U23) 2007 - Deutscher Bergmeister (U23) - Gesamtwertung FBD Insurance Rás - eine Etappe Internationale Thüringen Rundfahrt - Coppa Città di Asti - eine Etappe Circuit des Ardennes 2008 - Hel van het Mergelland - Prolog Ster Elektrotoer - eine Etappe Tour de l’Ain - eine Etappe Deutschland Tour 2009 - Bergwertung Paris–Nice - eine Etappe Critérium International - Mannschaftszeitfahren Tour de Romandie - eine Etappe Bayern-Rundfahrt - eine Etappe und Bergwertung Tour de Suisse - Weltmeisterschaft – Einzelzeitfahren 2010 - eine Etappe Tour of California - eine Etappe Tour de Suisse - Deutscher Meister – Einzelzeitfahren - Gesamtwertung und eine Etappe Eneco Tour - Weltmeisterschaft – Einzelzeitfahren 2011 - Gesamtwertung und eine Etappe Volta ao Algarve - Gesamtwertung und eine Etappe Paris–Nice - eine Etappe Vuelta al País Vasco - eine Etappe Critérium du Dauphiné - eine Etappe Tour de France - eine Etappe Vuelta a España - Weltmeister – Einzelzeitfahren - Gesamtwertung und eine Etappe Tour of Beijing - Chrono des Nations 2012 - Gesamtwertung und eine Etappe Belgien-Rundfahrt - Deutscher Meister – Einzelzeitfahren - Olympische Sommerspiele – Einzelzeitfahren - Weltmeister – Mannschaftszeitfahren - Weltmeister – Einzelzeitfahren - Gesamtwertung und eine Etappe Tour of Beijing - Chrono des Nations | 2013 - Gesamtwertung und eine Etappe Volta ao Algarve - eine Etappe und Mannschaftszeitfahren Tirreno–Adriatico - eine Etappe Vuelta al País Vasco - eine Etappe Tour de Romandie - Gesamtwertung und eine Etappe Belgien-Rundfahrt - eine Etappe Critérium du Dauphiné - Deutscher Meister – Einzelzeitfahren - eine Etappe Tour de France - Weltmeister – Mannschaftszeitfahren - Weltmeister – Einzelzeitfahren - Chrono des Nations 2014 - Mannschaftszeitfahren Tirreno–Adriatico - zwei Etappen Vuelta al País Vasco - Gesamtwertung und eine Etappe Baloise Belgium Tour - zwei Etappen Tour de Suisse - Deutscher Meister – Einzelzeitfahren - zwei Etappen Tour de France - eine Etappe Vuelta a España - Weltmeisterschaft – Mannschaftszeitfahren - Weltmeisterschaft – Einzelzeitfahren 2015 - eine Etappe Volta ao Algarve - eine Etappe Tour de Romandie - Deutscher Meister – Einzelzeitfahren - eine Etappe Tour de France - Gesamtwertung Tour du Poitou-Charentes - Weltmeisterschaft – Mannschaftszeitfahren 2016 - Deutscher Meister – Einzelzeitfahren - eine Etappe Tour of Britain - Weltmeister – Mannschaftszeitfahren - Weltmeister – Einzelzeitfahren 2017 - eine Etappe Valencia-Rundfahrt - Deutscher Meister – Einzelzeitfahren 2018 - Deutscher Meister – Einzelzeitfahren 2019 - Mannschaftszeitfahren UAE Tour - Deutscher Meister – Einzelzeitfahren - Mannschaftszeitfahren Tour de France - Weltmeisterschaft – Mixed-Staffel 2021 - Deutscher Meister – Einzelzeitfahren - Weltmeister – Mixed-Staffel |

## Wichtige Platzierungen
| Weltmeisterschaft        | 2008 | 2009 | 2010 | 2011 | 2012 | 2013 | 2014 | 2015 | 2016 | 2017 | 2018 | 2019 | 2020 | 2021 |
| ------------------------ | ---- | ---- | ---- | ---- | ---- | ---- | ---- | ---- | ---- | ---- | ---- | ---- | ---- | ---- |
| StraßenrennenStraße      | –    | DNF  | DNF  | 166  | –    | –    | DNF  | 88   | DNF  | 69   | –    | –    | –    | –    |
| EinzelzeitfahrenEZF      | 7    | 3    | 3    | 1    | 1    | 1    | 2    | 7    | 1    | 9    | 7    | 9    | –    | 6    |
| MannschaftszeitfahrenMZF | –    | –    | –    | –    | 1    | 1    | 3    | 2    | 1    | 9    | 11   | 2    | –    | 1    |

| Grand Tour            | 2008 | 2009 | 2010 | 2011 | 2012 | 2013 | 2014 | 2015 | 2016 | 2017 | 2018 | 2019 | 2020 | 2021 |
| --------------------- | ---- | ---- | ---- | ---- | ---- | ---- | ---- | ---- | ---- | ---- | ---- | ---- | ---- | ---- |
| Giro d’ItaliaGiro     | 128  | –    | –    | –    | –    | –    | –    | –    | –    | –    | 110  | –    | DNF  | –    |
| Tour de FranceTour    | –    | 36   | 137  | 44   | DNF  | 106  | 47   | DNF  | DNF  | 101  | DNF  | DSQ  | 118  | DNF  |
| Vuelta a EspañaVuelta | –    | –    | –    | DNF  | DNF  | DNF  | DNF  | –    | –    | –    | –    | DNF  | –    | –    |

## Auszeichnungen
2009
- Radsportler des Jahres des BDR

2011
- Radsportler des Jahres des BDR[19]

2012

Tony Martin im Trikot des Zeitfahrweltmeisters während der 9. Etappe der Tour de France 2012

- Thüringer Sportler des Jahres (Landessportbund Thüringen & Sporthilfe Thüringen)[20]

2016
- Radsportler des Jahres des BDR

2021
- Radsportler des Jahres des BDR

## Weblinks

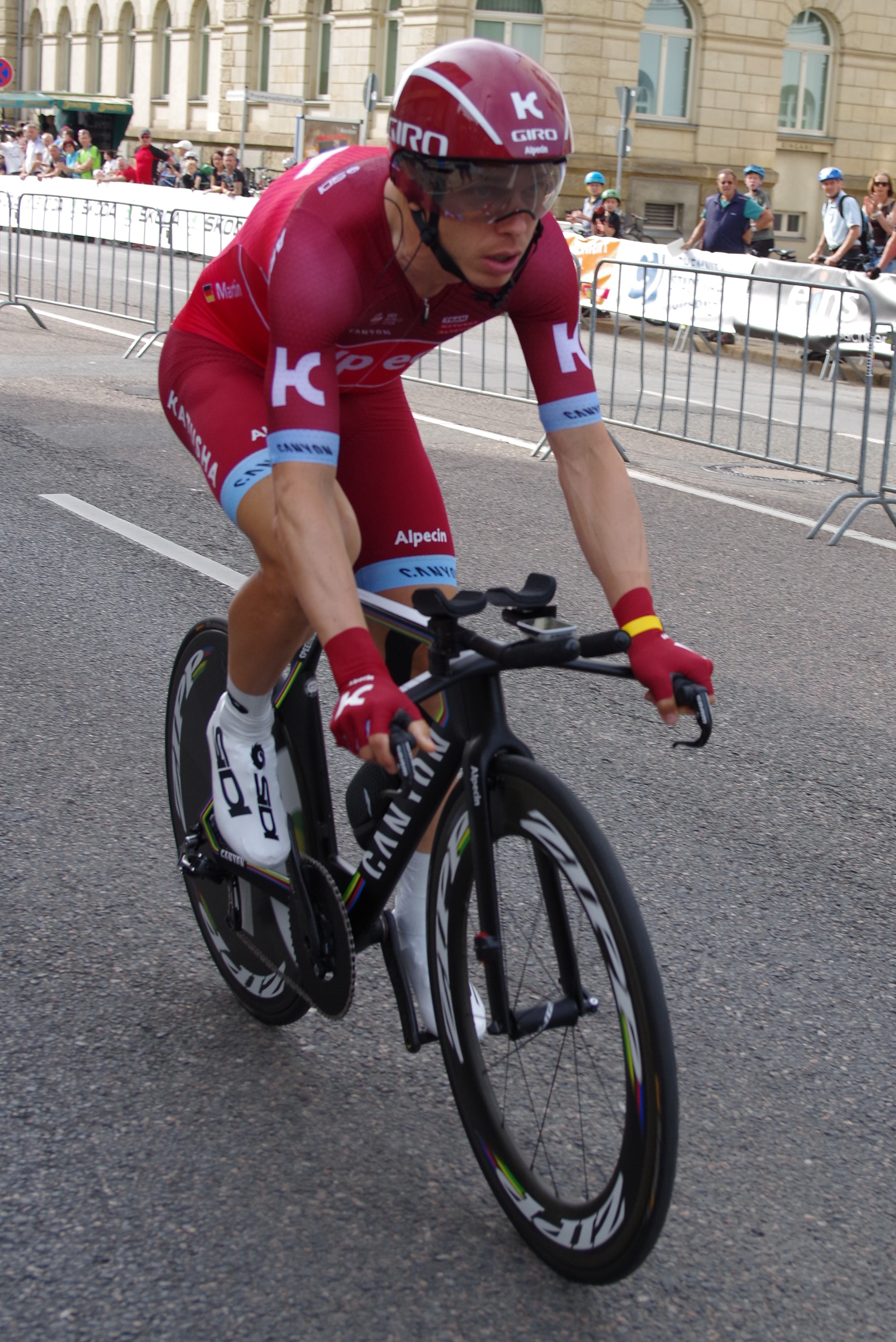
Tony Martin bei der deutschen Zeitfahrmeisterschaft 2017 in Chemnitz